# Colonia de Nueva Gales del Sur
La Colonia de Nueva Gales del Sur fue una colonia del Imperio Británico desde 1788 hasta 1901, cuando se convirtió en un Estado de la Mancomunidad de Australia. En su máxima extensión, la colonia de Nueva Gales del Sur incluía los actuales estados australianos de Nueva Gales del Sur, Queensland, Victoria, Tasmania y Australia Meridional, el Territorio del Norte, así como Nueva Zelanda. 
El primer autogobierno responsable de Nueva Gales del Sur se formó el 6 de junio de 1856 con Sir Stuart Alexander Donaldson, nombrado por el gobernador William Denison como su primer Secretario Colonial.

## Historia

### Formación
El 18 de enero de 1788, la Primera Flota, liderada por el capitán Arthur Phillip, fundó el primer asentamiento británico en la historia de Australia como colonia penal. Tras zarpar el 13 de mayo de 1787, el capitán Arthur Phillip asumió el cargo de gobernador del asentamiento a su llegada. El 18 de enero de 1788, el primer barco de la Primera Flota, el HMS Supply (1759), con Phillip a bordo, llegó a Botany Bay. Sin embargo, Phillip consideró que Botany Bay no era un lugar adecuado. Tras liderar la exploración de Port Jackson, Phillip zarpó y llegó a Sydney Cove la noche del 25 de enero de 1788. En la mañana del 26 de enero, los hombres a bordo de este barco desembarcaron y comenzaron a limpiar el terreno para un campamento. Por la tarde-noche, erigieron un asta de bandera, izaron la Union Jack y los oficiales en tierra brindaron por la Familia Real y el éxito de la colonia. Probablemente algunos, o todos, los barcos de la Primera Flota estuvieron presentes para el izamiento de la bandera. En la mañana del 27 de enero, todos los convictos, infantes de marina y probablemente algunos tripulantes de los barcos que se encontraban en buen estado desembarcaron para establecer el campamento y buscar alimento. Las convictas desembarcaron el 6 de febrero de 1788. Alrededor del mediodía del 7 de febrero, el gobernador reunió a los convictos, infantes de marina y demás personal que se alojaban allí para la lectura de la proclamación de Nueva Gales del Sur y una larga lectura de los derechos de los convictos y demás personal. Así, la Colonia de Nueva Gales del Sur fue proclamada formalmente el 7 de febrero de 1788. Antes de eso, se aplicó la administración naval británica. La colonia enfrentó dificultades extremas en sus primeros años desde escasez de agua.

### Separación de la Tierra de Van Diemen
El mayor general Ralph Darling fue nombrado gobernador de Nueva Gales del Sur en 1825. Ese mismo año, visitó la ciudad de Hobart y, el 3 de diciembre, proclamó el establecimiento de la colonia independiente, de la que fue gobernador durante tres días.

### Separación de Australia Meridional
En 1834, el Parlamento británico aprobó la «Ley de Australia Meridional de 1834», que permitió el establecimiento de la colonia de Australia Meridional.

### Separación de Nueva Zelanda
El 16 de noviembre de 1840, el gobierno británico emitió la Carta para la Constitución de la Colonia de Nueva Zelanda. La Carta establecía que la Colonia de Nueva Zelanda se establecería como una colonia de la Corona independiente de Nueva Gales del Sur el 1 de julio de 1841.

### Separación de Victoria
El 1 de julio de 1851, se emitieron los autos para la elección del primer Consejo Legislativo Victoriano, y se estableció la independencia absoluta de Victoria de Nueva Gales del Sur, proclamando una nueva Colonia de Victoria.

### Separación de Queensland

Evolución de los estados y territorios de Australia.

En 1851 se celebró una reunión pública para considerar la propuesta de separación de Queensland de Nueva Gales del Sur. El 6 de junio de 1859, la reina Victoria firmó la Carta Patente para formar la Colonia de Queensland, una colonia independiente. Brisbane fue nombrada capital. El 10 de diciembre de 1859, el autor británico George Bowen leyó una proclamación que separaba formalmente a Queensland del estado de Nueva Gales del Sur. Como resultado, Bowen se convirtió en el primer gobernador de Queensland. El 22 de mayo de 1860 se celebraron las primeras elecciones de Queensland y Robert Herbert, secretario privado de Bowen, fue nombrado primer gobernador de Queensland.

## Demografía
Según el Censo de 1891:
- La Colonia de Nueva Gales del Sur tenía una población de 1.123.954 personas, de las cuales 608.003 eran hombres y 515.951 mujeres. Esta cifra incluía la población residente en el Territorio Federal, actualmente el Territorio de la Capital Australiana. Esta cifra tampoco incluía a los aborígenes australianos de pura sangre.

## Federación
La Federación de Australia fue el proceso mediante el cual las seis colonias británicas autónomas de Queensland, Nueva Gales del Sur, Victoria, Tasmania, Australia Meridional y Australia Occidental acordaron unirse y formar la Commonwealth de Australia, estableciendo un sistema de federalismo en Australia. Esto transformó a Nueva Gales del Sur, de colonia, en un estado de Australia.

### Ley de Australia
Mediante la Ley de Australia de 1986, los estados de Australia lograron la independencia del Reino Unido como miembros de la confederación australiana. Esta ley se produjo tras el descubrimiento de que, cuando Australia ratificó el Estatuto de Westminster de 1931, solo el estado federal se independizó del Reino Unido debido a la preocupación de los estados por una posible apropiación de poder por parte del gobierno de la Commonwealth. La Ley de 1986 puso fin a la autoridad del gobierno británico sobre los seis estados unitarios australianos en la confederación, al igual que había perdido autoridad sobre la Commonwealth durante el período de entreguerras. Todas las leyes de la época colonial ya no estaban sujetas a las facultades imperiales de derogación y reserva. Las leyes del estado federal, es decir, la Mancomunidad de Australia, siguen sujetas a la facultad de derogación y reserva del monarca australiano, según los artículos 59 y 60 de la Constitución australiana. Sin embargo, dado que el monarca australiano solo puede actuar siguiendo el consejo del primer ministro australiano, estas dos disposiciones son prácticamente letra muerta.